# Tomislav Volek
Tomislav Volek (* 11. října 1931, Praha) je český muzikolog a vysokoškolský pedagog, zabývající se převážně dílem W. A. Mozarta, italskou operou 18. století, jakož i hudební ikonografií a antropologií.

## Život
Vystudoval gymnázium na Vinohradech a v letech 1950–1955 hudební vědu na Filozofické fakultě Univerzity Karlovy u prof. Mirko Očadlíka, jehož byl později asistentem. Od 1. ledna 1960 pracoval v nově zřízeném Očadlíkově Ústavu pro dějiny hudby na FF UK. Po jeho reorganizaci byl převeden do Ústavu pro hudební vědu ČSAV. Stal se členem autorského kolektivu 1. svazku akademických Dějin českého divadla, vydaných v roce 1968. Několik let vedl archivní průzkum hudebních pramenů, jehož výsledky byly publikovány v příručce Průvodce po pramenech k dějinám hudby. V době normalizace byl z politických důvodů z ústavu vyloučen, 13 let působil jako muzikolog ve svobodném povolání. V roce 1990 byl rehabilitován a mohl se do ústavu vrátit a znovu začal přednášet na katedře hudební vědy FF UK. V roce 1996 předložil habilitační práci, docentem jmenován 1998.
Publikoval stati v odborných muzikologických časopisech a mezinárodních konferenčních sbornících.
Od roku 1989 je předsedou Mozartovy obce v ČR. Byl vládním zmocněncem pro pořádání oslav 200. Mozartova výročí v Praze roku 1991. Roku 2010 byl zvolen čestným členem Mozart Society of America. A za zásluhy na poli mozartovského výzkumu byl v roce 2017 zvolen čestným členem Akademie für Mozart-Forschung při Stiftung Mozarteum Salzburg.

## Dílo (výběr)
- Soupis bibliografie
- Průvodce po pramenech k dějinám hudby (spoluautoři: E. Mikanová, J. Bužga a J. Kouba), Academia, Praha 1969.
- Mozart a Praha, Supraphon, Praha 1973.
- Dějiny české hudby v obrazech = Geschichte der tschechischen Musik in Bildern = The history of Czech music in pictures : od nejstarších památek do vybudování Národního divadla (spoluautor Stanislav Jareš), Praha: Supraphon, 1977.
- Osobnosti světové hudby, Mladá fronta, Praha 1982.
- Mozartu̇v Don Giovanni: výstava k 200. výročí světové premiéry v Praze 1787–1987 (spoluautorka Jitřenka Pešková), Praha: Státní knihovna ČSR, 1987.
- Mozartovské stopy v českých a moravských archivech (spoluautor: Ivan Bittner), něm. verze: Mozartsche Spuren in böhmischen und mährischen Archiven, angl. verze: The Mozartiana of Czech and Moravian Archives, Praha: Archivní správa ministerstva vnitra České republiky, 1991.
- Mozart, die italienische Oper des 18. Jahrhunderts und das musikalische Leben im Königreich Böhmen. Mit der Don-Juan-Studie von Vladimír Helfert Archivováno 14. 10. 2019 na Wayback Machine., hrsg. von Milada Jonášová und Mathias J. Pernersdorfer, 2 svazky, Wien: Hollitzer 2016 – vybrané studie o Mozartovi, Beethovenovi, italské opeře 18. století, práce k ikonografii, dějinám hudby v Čechách